# Estirpatura

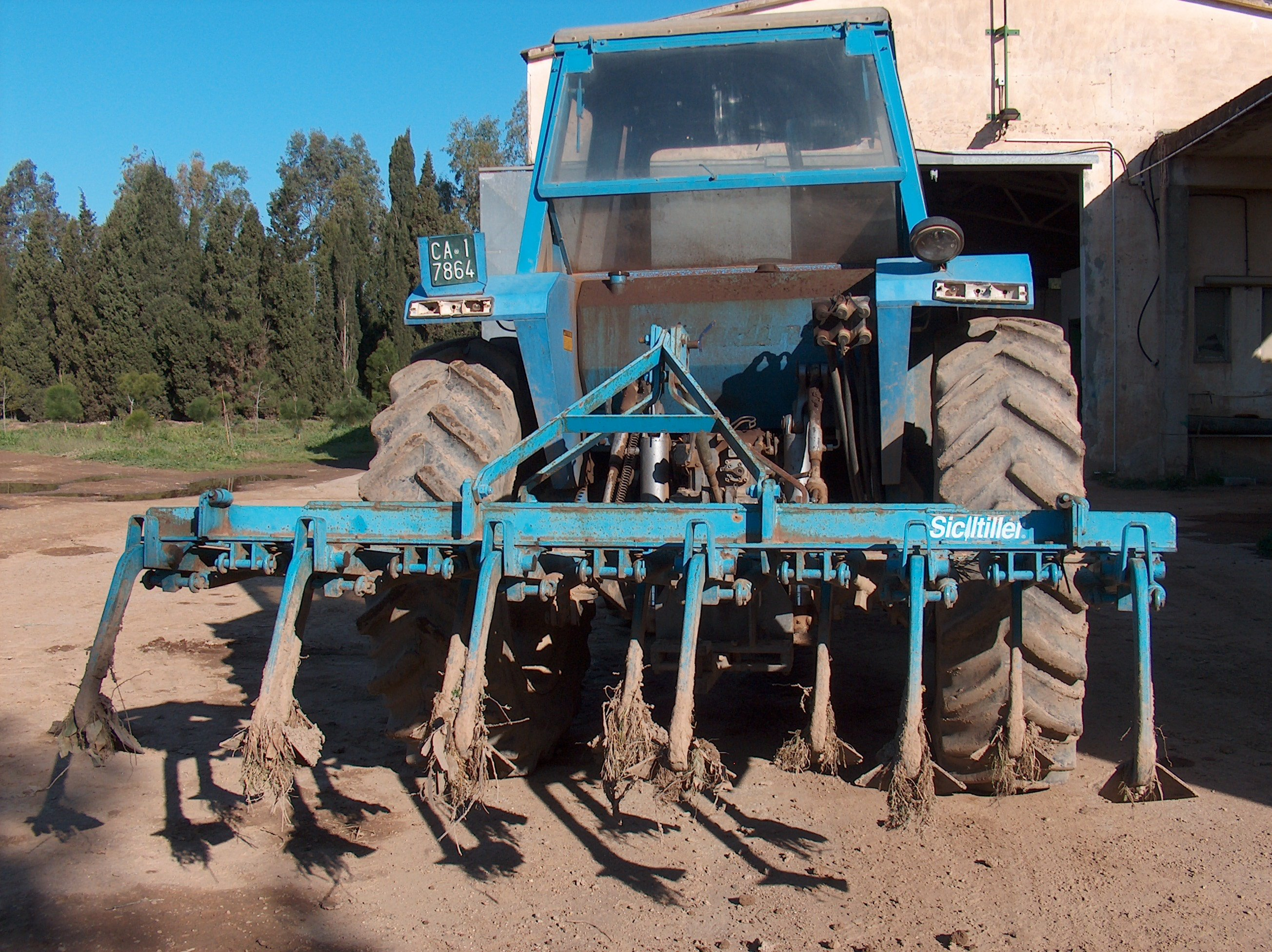
Estirpatore applicato al trattore

L'estirpatura è una lavorazione del terreno complementare che tradizionalmente si colloca fra l'aratura e l'erpicatura per la preparazione del letto di semina.

## Caratteristiche del lavoro
La lavorazione si esegue con un attrezzo discissore, detto estirpatore, che effettua dei tagli verticali sul terreno già lavorato in precedenza, rompendo l'eventuale crosta superficiale formata, riducendo in parte la zollosità e la cavernosità, rendendo omogeneo il profilo del terreno, portando in superficie rizomi di piante infestanti, eliminando eventuali piante infestanti sviluppate in superficie.(Per una maggiore profondità di lavoro vengono utilizzate ancore fisse mentre per un livellamento più accurato ancore a molle integrate da erpice a dischi anteriore).
In determinate condizioni pedologiche (terreni non particolarmente compatti e in tempera) l'estirpatura può anche sostituire l'erpicatura. Un terreno estirpato ha, in questi casi, una superficie abbastanza regolare, leggermente ondulata per l'azione di taglio eseguito dai singoli bracci e con scarsa zollosità in superficie. Condizioni di questo genere si sfruttano, semplificando le lavorazioni di preparazione, soprattutto con colture che non necessitano di particolari cure come ad esempio i cereali autunno-vernini (frumento, orzo, avena).

## Esecuzione del lavoro

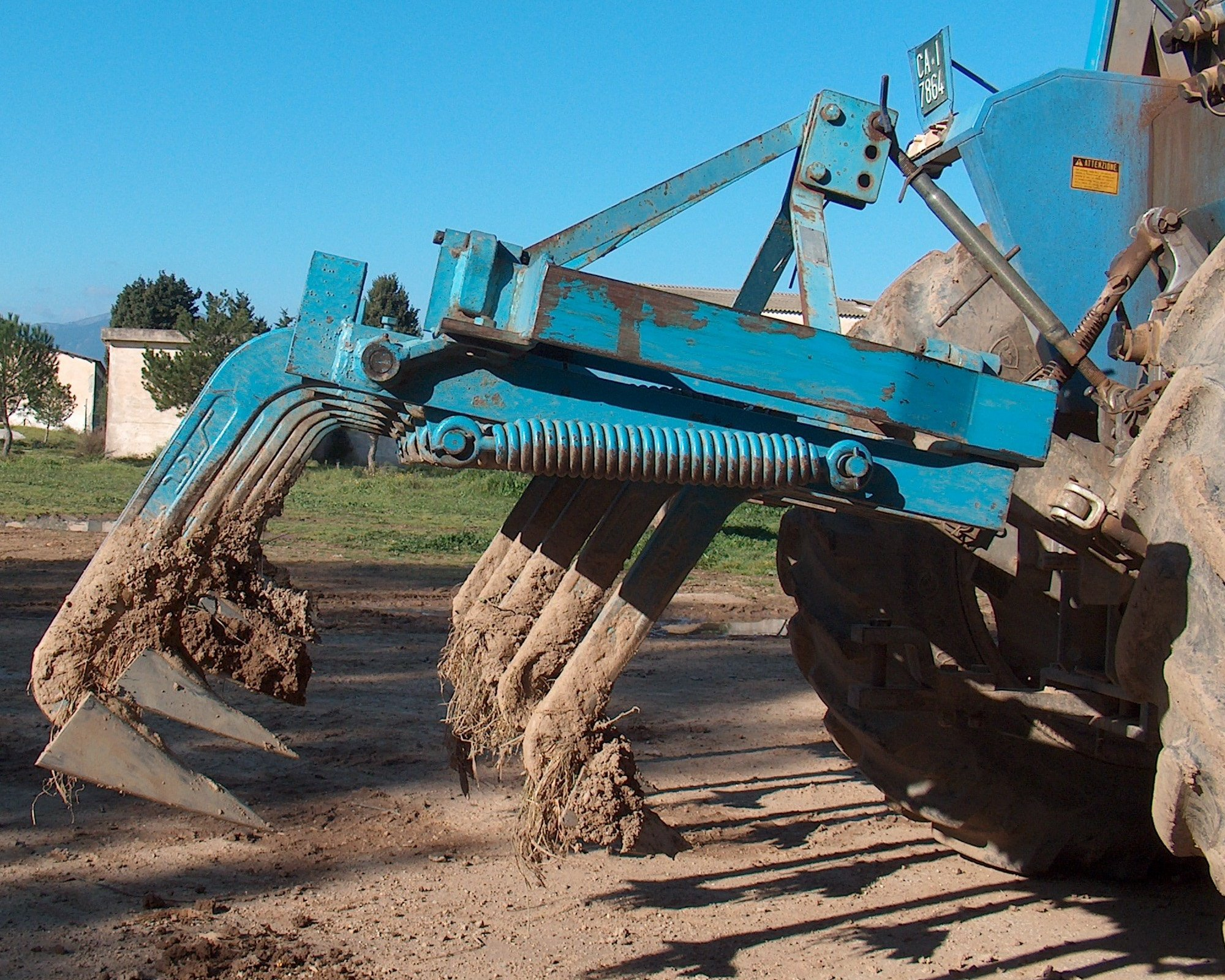
Estirpatore visto lateralmente

L'estirpatore tipico è costituito da un telaio portante sul quale sono inserite 1-2 serie di bracci a profilo diritto o ricurvo, terminanti con una vangheggia che favorisce la penetrazione nel terreno e nel contempo esalta l'azione di discissione in profondità. I bracci possono essere rigidi oppure elastici.
La lavorazione si esegue a velocità abbastanza sostenuta in modo da avere anche un'azione di disgregazione sulle zolle superficiali. In generale la profondità di lavoro può arrivare a 20-30 cm, raramente oltre. Non richiede forze di trazione particolarmente elevate, perciò si ricorre, con trattori di una certa potenza, ad estirpatori in grado di lavorare fasce abbastanza larghe, dell'ordine di 3 metri.

## Epoca di esecuzione
L'estirpatura si esegue prima dell'erpicatura, perciò l'epoca dipende dall'organizzazione aziendale e dall'avvicendamento colturale. Quando l'aratura è eseguita a distanza dalla semina, l'estirpatura è il primo lavoro di rifinitura che si esegue in prossimità della semina. In queste condizioni si sfrutta l'azione sgretolatrice degli agenti atmosferici sulle zolle, si rompe l'eventuale crosta superficiale formata, si eliminano le piante infestanti che sono cresciute dopo l'aratura. Condizioni di questo genere si verificano ad esempio quando si esegue l'aratura estiva prima di una semina autunnale oppure l'aratura autunnale o invernale prima di una semina primaverile. Nel primo caso l'estirpatura si esegue in autunno, nel secondo caso in primavera.
Un particolare ruolo dell'estirpatura è l'esecuzione come lavorazione principale in una delle tecniche di minimum tillage.  In questo caso l'estirpatura surroga l'aratura eseguendo una lavorazione meno energica e meno profonda. In Italia si esegue spesso in alternativa all'aratura nei lavori di preparazione autunnale, quando le condizioni pedoclimatiche sfavorevoli hanno ritardato il momento in cui eseguire l'aratura. In questo caso è preferibile guadagnare tempo e ricorrere a lavorazioni meno energiche in grado di preparare il letto di semina in modo più spedito.
L'estirpatura si può infine eseguire come lavoro di coltivazione in alternativa alla sarchiatura. In questo caso si opera con piccoli estirpatori nell'interfila quando le file sono sufficientemente separate o, più frequentemente, su più file se l'interdistanza fra i bracci è compatibile con la distanza fra le file. 